# Congresso di Albany

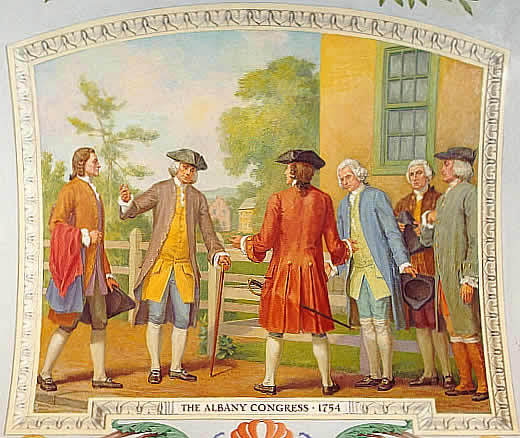
Delegati discutono all'esterno dello Stadt Huys durante il congresso di Albany

Il congresso di Albany (1754), noto anche come Conferenza di Albany, fu un incontro di rappresentanti inviati dalle legislature delle sette colonie settentrionali britanniche (Connecticut, Maryland, Massachusetts, New Hampshire, New York, Pennsylvania e Rhode Island). I rappresentanti si incontrarono quotidianamente ad Albany (New York) dal 19 giugno all'11 luglio 1754 per discutere le migliori relazioni con le tribù di nativi americani e le misure di difesa comuni contro la minaccia francese dal Canada nelle prime fasi della guerra franco-indiana, il fronte nordamericano della guerra dei sette anni combattuta tra Gran Bretagna e Francia. I delegati non avevano come obiettivo la creazione di una nazione americana. Erano piuttosto coloni che intendevano trattare la pace con i Mohawk e le altre principali tribù Irochesi.
Si trattò della prima volta in cui le colonie si unirono per decidere, aprendo la strada al congresso dello Stamp Act del 1765 e al primo congresso continentale del 1774, preludio della guerra di indipendenza americana.

## Precedenti unioni e congressi coloniali
Il congresso di Albany Congress fu la prima volta del XVIII secolo in cui i rappresentanti si trovarono per discutere un'unione formale. Nel XVII secolo alcune colonie della Nuova Inghilterra avevano creato una debole associazione chiamata Confederazione della Nuova Inghilterra, soprattutto con compiti di difesa dati i frequenti attacchi francesi ed indiani. Negli anni 1680 re Giacomo II impose il dominio della Nuova Inghilterra come governo unificatore delle colonie poste tra il fiume Delaware e la baia di Penobscot. Questa unione si sciolse nel 1689. Jacob Leisler convocò un congresso intercoloniale che si riunì a New York il 1º maggio 1690 per concertare azioni comuni contro francesi ed indiani. Date le differenze nelle varie minacce, non parteciparono le colonie poste a sud del Maryland.

## Storia degli incontri
I delegati di Albany passarono la maggior parte del tempo discutendo il piano di Albany stilato da Benjamin Franklin per creare un governo unificato coloniale. I delegati votarono l'approvazione di un piano per l'unione di 11 colonie con un presidente nominato dalla corona britannica. Ogni assemblea coloniale avrebbe mandato da 2 a 7 delegati al "gran consiglio" che avrebbe avuto potere legislativo. L'Unione avrebbe avuto giurisdizione sulle relazioni con i nativi americani.
Il progetto fu respinto dalle legislature delle colonie, gelose del proprio potere, e dall'Ufficio Coloniale che pretendeva un comando militare. Molti punti del piano rappresentarono le future basi dei governi americani istituite con gli articoli della Confederazione del 1777 e con la Costituzione del 1787. Franklin disse poi che se avessero adottato il piano del 1754, la separazione delle colonie dall'Inghilterra non sarebbe avvenuta così presto.
Il congresso ed il piano di Albany divennero un'icona della formazione degli Stati Uniti d'America nel 1776. Viene spesso illustrata con la frase "Join or Die!" della famosa caricatura editoriale di Franklin. In generale gli storici rifiutano l'ipotesi che i delegati potessero essere stati ispirati dalla Confederazione Irochese, dato che ci furono precedenti inglesi più famosi e che la filosofia politica fu inserita nel piano.

## Piano di unione

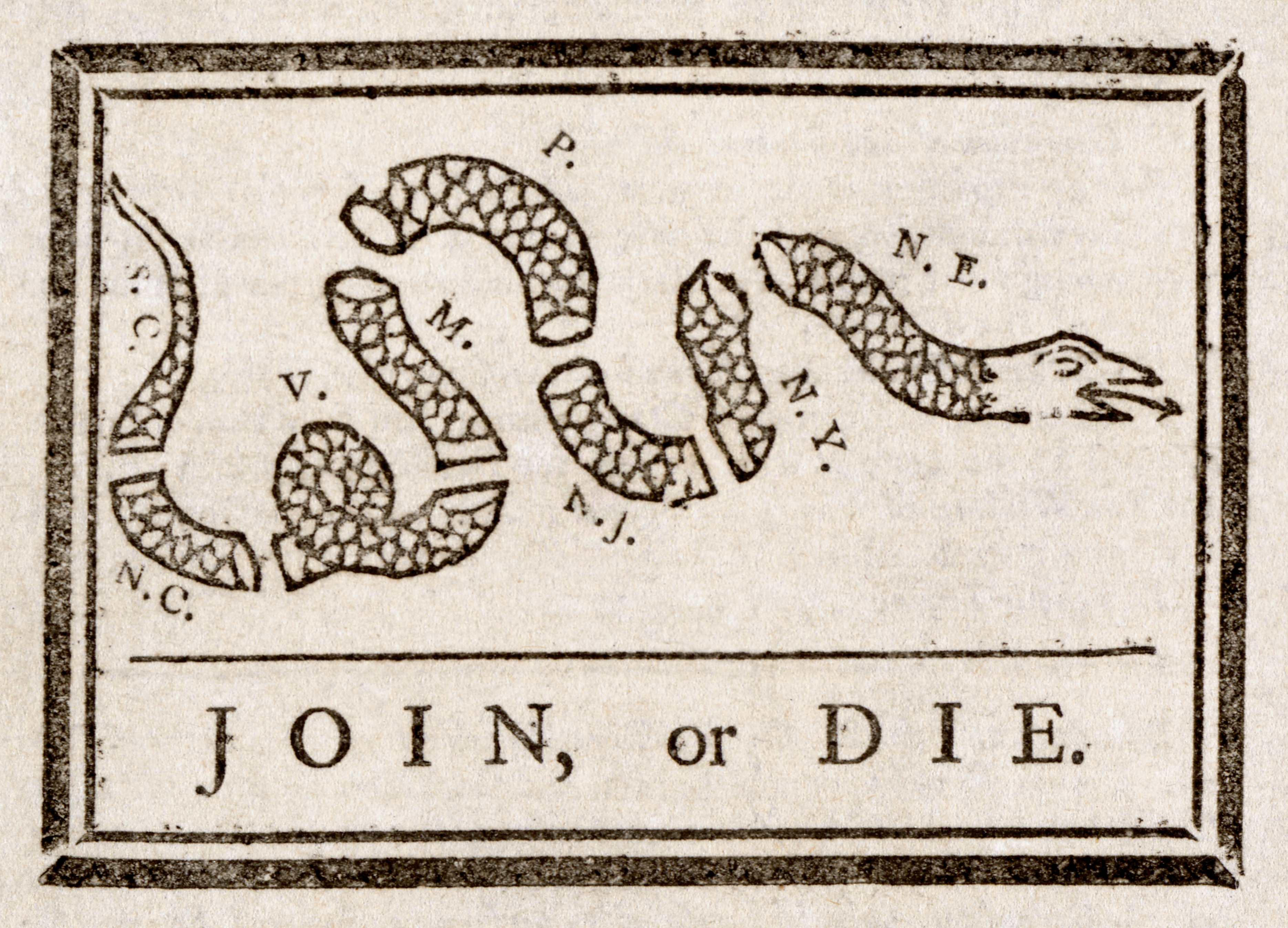
Il Join, or Die attribuito a Benjamin Franklin. Pubblicata il 9 maggio 1754 sul The Pennsylvania Gazette, sosteneva l'unione delle colonie americane a favore del Piano di Albany per l'unione delle colonie.

Il piano di Franklin per l'unione delle colonie andava oltre lo scopo del congresso, che era stato incaricato di studiare una difesa comune contro francesi ed indiani. Il piano originale fu molto discusso da tutti coloro che parteciparono alla conferenza, compreso il giovane avvocato di Filadelfia Benjamin Chew. Furono proposte molte modifiche da Thomas Hutchinson, che in seguito divenne governatore del Massachusetts. I delegati approvarono il piano all'unanimità, ma le legislature di sette colonie lo rifiutarono, vedendosi tolti alcuni poteri. Il piano non fu mai inviato alla Corona per l'approvazione, nonostante sia stato presentato al Board of Trade britannici che lo rifiutò anch'esso.
Il piano di unione proponeva di includere tutte le colonie britanniche in America del Nord (notare che le "Lower Counties del Delaware" erano allora amministrate dalla Pennsylvania e che la colonia della Georgia faceva fatica a partire) anche se nessuna a sud del Maryland mandò rappresentanti al congresso di Albany. Il piano prevedeva un singolo esecutivo (presidente-generale) nominato dal re, responsabile delle relazioni con i nativi, della preparazione militare e dell'esecuzione delle leggi che regolavano commercio ed attività finanziaria. Istituiva un Gran Consiglio da selezionare tra le legislature coloniali, il cui numero di delegati doveva essere proporzionato alle tasse pagate da ciascuna colonia. Nonostante le assemblee coloniali abbiano rifiutato il piano, i delegati che formarono il governo dopo l'indipendenza incorporarono molte sue caratteristiche negli Articoli della Confederazione e nella Costituzione.
Nel 1789 Benjamin Franklin disse del piano:
()

## Partecipanti
Ventuno rappresentanti di New York, Pennsylvania, Maryland, Massachusetts, Rhode Island, Connecticut e New Hampshire parteciparono al congresso. James DeLancey, governatore di New York, ne fu il presidente in qualità di ospite. Peter Wraxall fu il segretario del congresso.
Tra i delegati ci furono:
- Connecticut: William Pitkin‡, Roger Wolcott Junior, Elisha Williams
  - (Per il Connecticut erano presenti anche John Lydius che non rappresentava la colonia. Lydius era uno speculatore terriero assunto dalla Susquehannah Company per acquistare terra nella Wyoming Valley dagli irochesi
- Maryland: Abraham Barnes, Benjamin Tasker Junior‡
- Massachusetts: Thomas Hutchinson‡, Oliver Partridge
- New Hampshire: Meshech Weare, Theodore Atkinson‡
- New York: James DeLancey, William Johnson‡, Philip Livingston, William Smith‡[7][8]
- Pennsylvania: Segretario Benjamin Chew, John Penn,[9] Richard Peters,[9] Isaac Norris,[9] e Benjamin Franklin. Suo figlio William Franklin‡ e Conrad Weiser parteciparono da esterni.
- Rhode Island: Stephen Hopkins‡

‡ Indica i membri del comitato del piano di unione